# ALSong
ALSong – program komputerowy, rozbudowany multimedialny odtwarzacz muzyczny. Zaliczany do grona głównych konkurentów Winampa. Oprócz odtwarzania plików muzycznych ma też możliwość pobierania i wyświetlania tekstów piosenek. Jest łatwy w obsłudze, zawiera wiele motywów („skórek”) i charakteryzuje się prostym interfejsem. Wadą programu jest niewielka liczba wtyczek („pluginów”) i brak opcji odtwarzania formatów takich jak na przykład VST. ALSong Live Lyrics MP3 Player oferuje dodatkowo narzędzie przeznaczone do tworzenia albumów muzycznych i ściągania darmowych plików MP3. Ponadto ciekawą funkcją programu jest Language Learner pozwalający na naukę języka polegającą na zwalnianiu odtwarzania materiału audio.

## Najważniejsze cechy
- Obsługiwane formaty plików muzycznych: MP3, MPGA, OGG (w tym FLAC), WAV, APE, CD, WMA, APE, S3M, MOD, ASF
- Obsługiwane formaty listy odtwarzania: ASL, M3U, PLS
- Odtwarzanie plików skompresowanych ZIP i RAR
- Nauczyciel języka
- Pobieranie i wyświetlanie tekstu piosenki na ekranie
- Wyświetlanie tekstu w trybie karaoke, zgodnie z tekstem w piosence
- Organizer albumów, listy odtwarzania, biblioteki multimediów
- Małe użycie procesora i pamięci RAM (około 5MB)
- Możliwość pobrania spolszczenia